# 摩根·罗杰斯
摩根·埃利奥特·罗杰斯（英語：Morgan Elliot Rogers，2002年7月26日—），生于英国英格兰黑尔斯欧文，是一名英格兰职业足球运动员，效力于英格兰足球超级联赛的阿斯顿维拉足球俱乐部，场上位置为前锋。罗杰斯出身于西布罗姆维奇足球俱乐部青训，代表英格蘭足球代表隊参加比赛。